# John Böttiger
Johan ”John” Fredrik Böttiger, född 25 mars 1853 i Klara församling, Stockholm, död 29 februari 1936 i Gustavsbergs församling, Stockholms län, var en svensk konsthistoriker, slottsarkivarie och chef för Kungliga Husgerådskammaren.

## Biografi
Böttiger blev filosofie kandidat vid Lunds universitet 1877, filosofie licentiat 1879, filosofie doktor 1880, och var mellan 1881 och 1886 sekreterare vid Nationalmuseets konstavdelning. År 1886 blev han intendent för Oscar II:s konstsamling. Åren 1891–1906 var han amanuens vid Nordiska museet, där han ordnade en tapetutställning 1902. Böttiger blev hovintendent 1892 och slottsarkivarie samma år, förste hovintendent 1904, överintendent 1907 samt 1915 chef för Kungliga Husgerådskammaren och de kungliga konstsamlingarna fram till sin död.
I sitt praktfulla verk Svenska statens samling av väfda tapeter: historik och beskrifvande förteckning, 4 volymer, utgivna 1895–1898, försökte han intressera allmänheten för dessa konstskatter. Verket följdes 1928 av Tapisseries à figures des 16:e et 17:e siècles. Bland hans övriga arbeten märks sådana om Georg Haupt (1901), konstskåpet i Uppsala (1909-1910), om Drottningholms slott och Stockholms slott med flera.
Böttiger blev ledamot av Kungliga Samfundet för utgivande av handskrifter rörande Skandinaviens historia 1899 och hedersledamot av Akademien för de fria konsterna 1923.
Gotthard Johansson skrev i sin dödsruna i Svenska Dagbladet: ”Som konsthistoriker var Böttiger framför allt den samvetsgranne källforskaren, och hans verk ha för en yngre generation av mera teoretiskt inriktade konstforskare kunnat stå som ett mönster av grundlighet och vederhäftighet”. Han gravsattes på Norra begravningsplatsen.

## Familj
John Böttiger var son till provinsialläkare Gustaf Böttiger, en bror till Carl Wilhelm Böttiger, och Julia, född Ekströmer, en dotter till Carl Johan Ekströmer. Han gifte sig 1878 med Hildegard Emilia Broddelius, född 1855 i Göteborg och dotter till grosshandlare Alexander Broddelius och Louise Lewin.

## Utmärkelser

### Svenska utmärkelser
- Konung Oscar II:s och Drottning Sofias guldbröllopsminnestecken, 1907.[12]
- Konung Oscar II:s jubileumsminnestecken, 1897.[12]
- Konung Gustaf V:s jubileumsminnestecken med anledning av 70-årsdagen, 1928.[13]
- Kommendör med stora korset av Nordstjärneorden, 6 juni 1918.[14]
- Kommendör av första klassen av Nordstjärneorden, 6 juni 1910.[15]
- Riddare av första klassen av Vasaorden, 1889.[16]

### Utländska utmärkelser
- Storkorset av Belgiska Leopold II:s orden, tidigast 1925 och senast 1928.[17][18]
- Storkorset av Finlands Vita Ros’ orden, tidigast 1925 och senast 1928.[17][18]
- Riddare av storkorset av Nederländska Oranien-Nassauorden, tidigast 1921 och senast 1925.[17][19]
- Storkorset av Norska Sankt Olavs orden, tidigast 1918 och senast 1921.[19][20]
- Storkorset av Spanska Civilförtjänstorden, tidigast 1928 och senast 1931.[13][18]
- Storofficer av Italienska kronorden, tidigast 1910 och senast 1915.[12][21]
- Kommendör av första klassen av Badiska Zähringer Löwenorden, senast 1910.[21]
- Kommendör av första graden av Danska Dannebrogorden, tidigast 1910 och senast 1915.[12][21]
- Riddare av Danska Dannebrogorden, senast 1910.[21]
- Riddare av andra klassen med kraschan av Preussiska Kronorden, senast 1910.[21]
- Riddare av andra klassen av Ryska Sankt Stanislausorden, senast 1910.[21]
- Kommendör av Franska Hederslegionen, senast 1910.[21]
- Kommendör av Portugisiska orden da Conceiçao, senast 1910.[21]
- Riddare av Portugisiska Kristusorden, senast 1910.[21]
- Riddare av tredje klassen av Preussiska Röda örns orden, senast 1910.[21]
- Riddare av första klassen av Sachsen-Weimarska Vita falkens orden, senast 1910.[21]
- Riddare av första klassen av Sachsen-Ernestinska husorden, senast 1910.[21]